# Suzan Luis
Dr. Suzan Luis je izmišljena lekarka iz televizijske serije "Urgentni centar" i tumačila ju je Šeri Stringfild.
Suzan je jedan od izvornih likova serije "Urgentni centar", a prvi put se pojavila u 1. sezoni kao željna specijalizantkinja. Ona je napustila Opštu bolnicu i seriju u toku 3. sezone, ali se vratila pet sezona kasnije kao lekarka u 8. sezoni. Suzan Luis je nakraju napustila Urgentni centar zauvek 2005. godine na početku 12. sezone jer je dobila stalno mesto u korist Džona Kartera od Keri Viver. Ponuđeno joj je stalno mesto u bolnici u Ajovi. Vratila se u poslednjoj epizodi. Suzan je levoruka.

## Opis

### Sezone 1−3 i prvi odlazak (1994−1996)
U 1. sezoni, Suzan je specijalizantkinja druge godine. Prikazana je kao željna i sposobna mlada lekarka koja radi u Urgentnom centru Opšte bolnice. Ona je dobra drugarica sa bolničarkom Kerol Hatavej, dr. Dagom Rosom i pogotovu sa dr. Markom Grinom koji joj je najbolji drug.
Iako je izuzetno sposobna lekarka, Suzan je u početku imala teškoća sa samopouzdanjem. To su često iskorišćavali stariji i otvoreniji lekari bolnice, a zlovolja se pogoršala kad je Kejson otpustio jednog Suzaninog bolesnika jer nije primetio ozbiljnost njegovih naznaka što je na kraju dovelo do smrti tog bolesnika. Kejson je pokušao da za to okrivi Suzan zbog čega je njena sposobnost dovedena u pitanje. Njen nadređeni, Mark, je bio prisiljen da nadzire svaki njen korak zbog čega se njihovo prijateljstvo zateglo. Tokom pregleda slučaja, Odbor je ipak odlučio u Suzaninu korist i kaznio Kejsona - na njegovu žalost. Ubrzo posle toga, Kejson je hitno primljen u bolnicu zbog srčanog udara. Uprkos njihovom ranijem ne slaganju oko toga, Kejson se odlučio za Suzanin nenapadački oblik lečenja protiv saveta starijeg lekara koji je (kao i Kejson) zastupnik hirurške angioplastike. Kad je konačno skupila samopouzdanje, Suzan je zauzela stav i zabranila Kejsonu da se leči hirurški. Posle oporavka, Kejson je iskazao svoju zahvalnost pitavši Suzan da zajedno proslave Dan zaljubljenih što je ona nekim čudom odbila.
Suzanin lični život je manje sređen nego poslovni. U 1. sezoni, prikazano je da je bila u kratkoj vezi sa psihijatrom Divom Cvetićem koji je na kraju doživeo živčani slom i nestao. Suzan je kasnije otkrila da se on oženio nekom ženom koju je upoznao preko službe za upoznavanje i na koju je naleteo dok se vozio taksijem. Većina njenih teškoća je ipak u vezi sa porodicom. Suzanini roditelji Kuki i Henri su prikazani kao slaboumni (njen otac je u šali pominjan kao probni radnik za fotelje) i sa kojima se slabo priča. Njena starija sestra Kloi je uzrok većine sekiracija koja ima bezbroj teškoća sa alkoholom, drogom, muškarcima i novcem.
Kloi je na kraju rodila devojčicu kojoj je dala ime Suzan ("Mala Suzi") po svojoj sestri. Tokom 2. sezone, Kloi ponovo počinje da pije i da se drogira. Nakon odluke da ne može da brine o svojoj ćerki, ona napušta Čikago i ostavlja Suzi usplahirenoj i prezauzetoj Suzan dok, a ona se trudi da bude dobra majka detetu dok završava svoje usavršavanje. Već mnogo nasekirana, Suzan se sukobljava sa novom glavnom specijalizantkinjom Keri Viver nekoliko puta prisiljavajući Marka Grina da ih razdvaja. Zlovolja između Suzan i Keri se smanjila vremenom, ali nije nikada sasvim nestala.
Shvatajući da se Kloi možda nikad neće vratiti, Suzan razmišlja da da Suzi na usvajanje. Došla je toliko daleko da je upoznala dete sa mogućim usvajateljima, ali ne može se pomiri sa tim da neće biti sa sestričinom pa odlučuje da je zadrži i sama usvoji. Suzan biva jako povezana sa detetom, ali biva iznenađena kad se promenjena Kloi pojavi kasnije tokom sezone i pokuša da uzme "malu Suzi". Suzan je videla samo Kloine ranije greške i ne zanimeju je njeno nedavno okretanje lista i odgovorni dečko. U očaju da zadrži dete, Suzan je pokušala da se bori za starateljstvo protiv Kloi, ali je bila prisiljena da se predomisli kad ju je sudija upozorio da bi mogla da izgubi. Suzan se beskrajno svađala sa sestrom i nakon što je ona povratila starateljstvo nad "malom Suzi", Kloi se seli sa porodicom u Feniks u Arizoni da započne novi život. Suzan se bori sa gubitkom svoje sestričine i prolazi kroz razdoblje žalosti i utehe. Ona se baca na posao kako bi izbegla osećaj samoće čime zadivljuje Keri uz Markovu podršku, a Keri pristaje da da Suzan mesto glavne specijalizantkinje (obećala je da će da podrži Suzanino unapređenje ako je Mark preporuči kao novi lekar u Opštoj). Većina zaposlenih Urgentnog centra se nadala da Suzan može da dobije to zvanje, ali Suzan je odbila unapređenje i kasnije je rekla Marku da u životu nije samo posao.
Tokom spremanja za odlazak Šeri Stringfild iz serije tokom 3. sezone, počinje da dolazi do razvoja romantike između Suzan i Marka, ili tačnije, kako je prikazano da imaju teškoća u prepoznavanju svog trenutnog prijateljskog odnosa. Oboje izgledaju bojažljivi i oprezni kad su u prisustvu ovog drugog. Podsticajno napredna u stanju, Suzan poziva Marka da ide sa njom na odmor u Maui na Havajima, ali joj biva neprijatno kad on počne da se nećka zbog čega kasnije povlači ponudu osećajući da je prešla granicu. Osećajući da je propustio priliku sa Suzan, Mark je pokušao da nadoknadi to kad se ona vratila, ali nije imao hrabrosti da to ispuni pa je ostao zbunjen Suzaninom skromnošću. Otkriveno je da Suzan u stvari nije ni otišla u Maui, nego je otišla kod sestre i "male Suzi" u Feniks jer nije mogla da prevaziđe svoj strah od letenja. Mark joj je pomogao da prevaziđe strah u narednoj epizodi ("Strah od letenja") kad je krenuo sa njom helikopterom jer su pozvani zbog povređenih u ozbiljnoj nesreći sa motorom. Kako se sve više zbližavaju, Mark konačno skuplja hrabrost da pita Suzan da izađu, međutim, ona odbija i govori mu da "moraju da porazgovaraju". Ubrzo nakon toga, Mark svedoči brojnim Suzaninim tajnim razgovorima sa načelnikom hitnog zdravstva Dejvidom Morgensternom i zaključuje da se njih dvoje zabavljaju. On pita Suzan za to, ali ona mu otkriva da joj je Morgenstern jednostavno pomagao u prebacivanju usavršavanja. Pošto joj je očajnički nedostajala sestričina, Suzan je donela odluku da se preseli u Feniks kako bi bila blizu sestrine porodice. Tokom grozničavog poslednjeg Suzaninog dana u Urgentnom centru Opšte bolnice, Mark se bori sa njenim skorašnjim odlaskom, ali i dalje se plaši da joj prizna šta stvarno oseća prema njoj. Zaposleni u bolnici prave oproštajnu proslavu za Suzan, ali ona je prekinuta zbog priliva prelomnih bolesnika iz saobrćajne nesreće sa motorom. Suzan odlazi iz bolnice ne stižući da se pozdravi sa Markom koji je radio na jednom bolesniku. Ona odlazi u toku sezone vozom u epizodi "Stanica jedinstva" i otkriva šta Mark stvarno oseća prema njoj jer ju je stigao pre nego što je ušla u voz i molio da ostane jer je voli. Uprkos Markovom otvaranju, Suzan nije videl budućnost u Čikagu ni sa njim. Ona ga je poljubila i odgovorila mu "I ja tebe" dok je voz odlazio.

### Sezona 8−12 i drugi odlazak (2001−2005)
Suzan se vraća u toku 8. sezone isto kao što je i otišla jer je prikazano da je došla vozom u Čikago za razgovor za posao. Suzan posećuje Opštu bolnicu prvi put posle 5 godina da se bolnica promenila kao i njena lica. Ona se sastaje sa Markom na kafi i otkriva mu da se Kloi odselila u drugi grad, a ona je odlučila da ne može da prati sestrinu porodicu doveka. Mark joj nudi mesto lekara u Opštoj bolnici uprkos zadržavanjima Keri Viver - njih dve se nikad nisu najbolje slagale dok su radile zajedno.
Tokom 8. sezone, Suzan je bila u kratkoj vezi sa dr. Džonom Karterom kad su priznali da su se sviđali jedno drugom dok je on bio student, a ona specijalizantkinja - nije dugo trajala jer je Suzan shvatila u epizodi "Tajne i laži" da se Karter zaljubio u Ebi Lokhart. Ona govori Karteru da "joj kaže" šta oesća. Njih dvoje onda raskidaju i ostaju dobri prijatelji u ostatku njenog rada u Opštoj. Njena teškoće sa Kloi se ponovo pojavljuju kad je njena sestričina nestala u Novom Jorku nakon što je ostavila tužnu poruku tetki na telefonu. Suzan putuje u Novi Jork (u unakrsnoj epizodi sa serijom Treća smena) i otkriva Kloi urađenu i u nesvesti. Prema kraju sezone, Suzan se suočava sa svojim najtežim trenutkom jer joj najbolji drug Mark Grin govori da mu se tumor na mozgu vratio. Njih dvoje obnavljaju svoj odnos jer mu ona pomaže oko suočavanja sa dijagnozom. Na Suzan je govoreno u prenesenom značenju u njegovom pismu u epizodi "Pismo" u kom Mark govori da je morao da živi takvim životom čak i kad je bilo stvari ličnije prirode koje je trebalo reći. Nakon smrti najboljeg druga, Suzan je podgrejala svoj odnos u Urgentnom centru sa Ebi Lokhart i Elizabet Kordej i uspela je da poboljša sa radnju sa svojom starom saradnicom Keri Viver. Dr. Romano ju je unapredio u zamenika načelnika Hitnog zdravstva na nezadovoljstvo Keri Viver.
Tokom 9. sezone, Suzan upoznaje bolničara Čaka Martina u vazduhoplovu za Las Vegas. Oboje su se napili po dolasku i na kraju venčali. Brzo su poništili brak kad su se vratili u Čikago, ali su posle ponovo počeli da se zabavljaju i Suzan ostaje trudna. Na kraju je unapređena u načelnicu Hitnog zdravstva kad je Robert Romano umro u 10. sezoni. Dok su se ostali trudni likovi porodili u seriji tokom svog boravka, Suzanino je bila prvo važno porađanje koje nije prikazano pošto se porodila između 10. i 11. sezone (jer je bila u postelji zbog ranijih trudova). Čak je preuzeo brigu o njihovom sinu Kozmu dok je Suzan nastavila da radi.
Tokom 11. sezone, Suzan počinje da brine o budućoj ponudi za stalni posao. Na kraju nju dobija njen drug Džon Karter zbog njenog manjka sredstava što na kraju dovodi do njenog konačnog odlaska iz serije na početku 12. sezone u epizodi "Kanjongrad". Suzan je ponuđen stalni položaj u bolnici u Ajovi (najverovatnije na "Univerzitetu Ajova"). Gledano, Stringfildova je prva i poslednja članica izvorne glavne postave koja je napustila seriju. (Prva jer je prva napustila 1996. godine, a onda i 2005. godine kad su ostali iz izvorne glavne postave otišli).

### Sezona 15 i povratak na kraju (2009)
U epizodi "Knjiga o Ebi" iz 15. sezone, dugogodišnja bolničarka Hejle Adams je pokazala odlazećoj Ebi Lokhart ormarić gde su svi raniji lekari i zaposleni ostavili pločice sa svojim imenima sa svojih ormara. Među njima, pločica sa natpisom "Luis" se videla.
Dr. Suzan Luis se vratila na kraju serije u epizodi "I na kraju..." jer se vratila u Čikago na otvaranje "Karter centra". Tokom večernjeg pića sa Piterom Bentonom, Džnom Karterom, Keri Viver, Elizabet Kordej i Rejčel Grin, čulo se kad se Suzan poverila dr. Kordej da još živi u Ajovi. Sem toga, rekla je da su ona i Čak raskinuli i da sad i dalje izlazi. Na kraju se vratila poslednji put u Urgentni centar sa Džonom Karterom i Rejčel Grin gde je posetila i šalila se sa zaposlenima što je zasmetalo dr. Benfild pa je ona prekinula razgovor i pitala Suzan ko je ona.